# Michael Sørensen Leigh
Michael Sørensen Leigh, född 1656 i Köpenhamn, död 1710, var en dansk-norsk teolog och författare, magister i filosofi 1684.
Leigh var rektor på Stavanger katedralskole 1684–1699, och därefter i Kristiansand. Han gav ut ett flertal lärda teologiska skrifter och ska ha skrivit en större kyrkohistorisk skrift om Kristiansand amt, dock inte bevarat. Som författare av psalmer och uppbyggliga skrifter blev han vida känd, och flera av böckerna kom i många utgåvor också efter hans död, bland andra Guds Børns Herlighed (1680), Gileads Salve (1682, översatt till svenska av Anna Catharina Wefverstedt 1754) och predikosamlingen Zions Suk og Jesu Trøst (1697).